# Huân chương Hồ Chí Minh
Huân chương Hồ Chí Minh là huân chương bậc cao thứ nhì của Nhà nước Việt Nam Dân chủ Cộng hòa (nay là Cộng hòa Xã hội Chủ nghĩa Việt Nam), được đặt ra lần đầu theo Sắc lệnh 58-SL ngày 6 tháng 6 năm 1947 của Chủ tịch nước Việt Nam Dân chủ Cộng hòa, đặt ra lần hai theo Luật Thi đua - Khen thưởng được ban hành ngày 26 tháng 11 năm 2003).
Huân chương Hồ Chí Minh để tặng cho tập thể lập được thành tích xuất sắc; tặng hoặc truy tặng cho cá nhân có công lao to lớn, có nhiều thành tích xuất sắc ở một trong các lĩnh vực chính trị, kinh tế, xã hội, văn học, nghệ thuật, khoa học, công nghệ, quốc phòng, an ninh, ngoại giao hoặc các lĩnh vực khác. Thẩm quyền tặng, truy tặng Huân chương Hồ Chí Minh do Chủ tịch nước quyết định.
Khi mới được đặt ra lần đầu, Huân chương Hồ Chí Minh có 3 hạng được phân biệt bằng số sao đính trên dải và cuống huân chương: hạng Nhất có 3 sao, hạng Nhì có 2 sao, hạng Ba có 1 sao. Theo Pháp lệnh số 10-HĐNN ngày 28 tháng 3 năm 1981 của Hội đồng Nhà nước Cộng hòa Xã hội Chủ nghĩa Việt Nam và theo Luật Thi đua - Khen thưởng thì Huân chương Hồ Chí Minh không chia hạng.
Đến nay Nhà nước Cộng hòa Xã hội chủ nghĩa Việt Nam đã tặng và truy tặng Huân chương Hồ Chí Minh cho trên 600 tập thể, cá nhân trong nước và trên 50 tập thể cá nhân nước ngoài.
Đại tướng Võ Nguyên Giáp là người đầu tiên được tặng thưởng Huân chương Hồ Chí Minh và cũng là người 2 lần được tặng thưởng (lần thứ nhất năm 1950 và lần thứ hai năm 1979).

## Đối tượng và tiêu chuẩn khen thưởng

Huân chương Hồ Chí Minh mẫu sử dụng trước năm 2014

1. Huân chương Hồ Chí Minh để tặng hoặc truy tặng cho cá nhân có công lao to lớn, có nhiều thành tích xuất sắc ở một trong các lĩnh vực chính trị, kinh tế, xã hội, văn học, nghệ thuật, khoa học, công nghệ, quốc phòng, an ninh, ngoại giao hoặc các lĩnh vực khác, đạt một trong các tiêu chuẩn sau:
  1. Người tham gia hoạt động cách mạng từ năm 1935 về trước, hoạt động liên tục, có công lao to lớn, có nhiều thành tích xuất sắc trong sự nghiệp của Đảng Cộng sản Việt Nam, của dân tộc, không phạm khuyết điểm lớn, đã đảm nhiệm một trong các trọng trách: Bí thư, Phó Bí thư Tỉnh uỷ, Phó ban Đảng ở Trung ương, Thứ trưởng hoặc chức vụ tương đương, Trung tướng Lực lượng vũ trang nhân dân;
  2. Người tham gia hoạt động cách mạng trước năm 1945, hoạt động liên tục, có công lao to lớn, có nhiều thành tích xuất sắc trong sự nghiệp cách mạng của Đảng, của dân tộc, không phạm khuyết điểm lớn, đã đảm nhiệm một trong các trọng trách: Trưởng ban Đảng ở Trung ương, Xứ ủy viên, Khu ủy viên, Bộ trưởng hoặc chức vụ tương đương, Thượng tướng Lực lượng vũ trang nhân dân;
  3. Người có quá trình tham gia liên tục trong 2 cuộc kháng chiến chống Pháp và chống Mỹ (từ 1945 đến ngày 30 tháng 4 năm 1975), có công lao to lớn, có nhiều thành tích xuất sắc trong sự nghiệp cách mạng của Đảng, của dân tộc, không phạm khuyết điểm lớn, đã đảm nhiệm một trong các trọng trách: Ủy viên Bộ Chính trị, Bí thư Trung ương Đảng, Phó Chủ tịch nước, Phó Chủ tịch Quốc hội, Phó Thủ tướng Chính phủ, Chủ tịch Ủy ban Trung ương Mặt trận Tổ quốc Việt Nam hoặc chức vụ tương đương 1 nhiệm kỳ, Đại tướng Lực lượng vũ trang nhân dân;
  4. Người có quá trình công tác liên tục từ kháng chiến chống Mỹ (từ 1954 đến ngày 30 tháng 4 năm 1975) và thời kỳ xây dựng và bảo vệ Tổ quốc (từ ngày 30 tháng 4 năm 1975 đến nay), có công lao to lớn, có nhiều thành tích xuất sắc, không phạm khuyết điểm lớn, đã đảm nhiệm một trong các trọng trách:
    1. Tổng Bí thư Đảng Cộng sản Việt Nam, Chủ tịch nước, Chủ tịch Quốc hội, Thủ tướng Chính phủ 1 nhiệm kỳ.
    2. Ủy viên Bộ Chính trị, Bí thư Trung ương Đảng, Phó Chủ tịch nước, Phó Chủ tịch Quốc hội, Phó Thủ tướng Chính phủ, Chủ tịch Ủy ban Trung ương Mặt trận Tổ quốc Việt Nam hoặc các chức vụ tương đương liên tục 2 nhiệm kỳ, Đại tướng Lực lượng vũ trang nhân dân 10 năm trở lên.

  5. Người có công lao to lớn, có công trình, tác phẩm đặc biệt xuất sắc có tác động sâu rộng thúc đẩy sự phát triển một trong các lĩnh vực kinh tế, xã hội, văn học, nghệ thuật, khoa học công nghệ, quốc phòng, an ninh, ngoại giao… được nhà nước thừa nhận, tôn vinh;
  6. Người nước ngoài có công lao to lớn đối với dân tộc Việt Nam, được Nhà nước Việt Nam thừa nhận, tôn vinh.
2. Huân chương Hồ Chí Minh để tặng cho tập thể đạt các tiêu chuẩn sau:
  1. Đã được tặng Huân chương Độc lập hạng nhất hoặc Huân chương Quân công hạng nhất;
  2. Có quá trình xây dựng và phát triển từ 35 năm trở lên (trường hợp chưa được tặng thưởng Huân chương Độc lập hạng nhất hoặc Huân chương Quân công hạng nhất phải có quá trình xây dựng và phát triển từ 40 năm trở lên);
  3. Lập được thành tích xuất sắc liên tục từ 5 năm trở lên trước thời điểm đề nghị, trong thời gian đó 3 lần được tặng Cờ Thi đua của Chính phủ hoặc Bằng khen của Thủ tướng Chính phủ; nội bộ đoàn kết, tổ chức Đảng, đoàn thể trong sạch, vững mạnh.
3. Huân chương Hồ Chí Minh để tặng cho tập thể nước ngoài có nhiều thành tích xuất sắc đối với dân tộc Việt Nam, được Nhà nước Việt Nam thừa nhận, tôn vinh.

## Quy định về mẫu huân chương Hồ Chí Minh

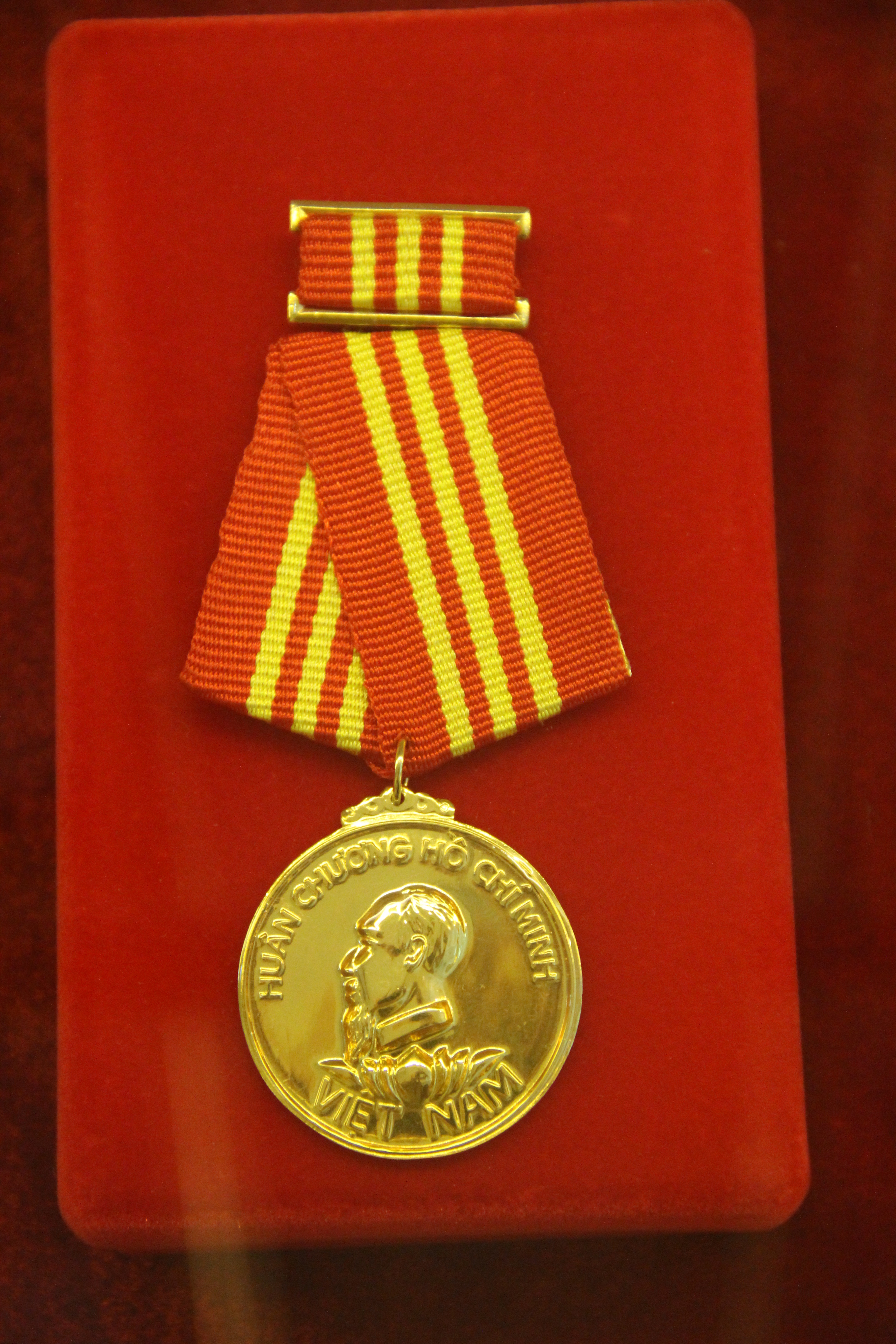
Huân chương Hồ Chí Minh (mẫu cũ) trưng bày tại Bảo tàng Vũ khí, Hà Nội

Theo Điều 8, Nghị định số 85/2014/NĐ-CP của Chính phủ về Quy định mẫu huân chương, huy chương, huy hiệu, kỷ niệm chương; mẫu bằng, khung, hộp, cờ của các hình thức khen thưởng và danh hiệu thi đua; quản lý, cấp phát, cấp đổi, cấp lại, thu hồi hiện vật khen thưởng có ghi:
1. Cuống huân chương: Cốt bằng đồng đỏ mạ vàng hợp kim Ni-Co; kích thước 28 mm x 14 mm; viền ngoài màu vàng, trong bọc vải dệt bằng sợi polyester màu đỏ cờ, có hai vạch vàng.
2. Dải huân chương: Hình chữ A cách điệu, cốt bằng inox mạ vàng hợp kim Ni-Co, bọc vải dệt bằng sợi polyester màu đỏ cờ có hai vạch vàng; kích thước 28 mm x 51 mm x 41 mm x 51 mm.
3. Thân huân chương: Hình tròn đường kính bằng 40 mm, giữa là chân dung Chủ tịch Hồ Chí Minh nghiêng đặt trên nền họa tiết hoa sen cổ màu vàng, phía trên có dòng chữ “Huân chương Hồ Chí Minh”, phía dưới có dòng chữ “Việt Nam” màu đỏ; chất liệu bằng đồng đỏ mạ vàng hợp kim Ni-Co.